# أيير (أستورياس)
بلدية أيير (بالإسبانية: Aller) هي بلدية تقع في منطقة أستورياس شمال غرب إسبانيا.

## الديموغرافيا
بلغ عدد سكان بلدية أيير 12.324 نسمة عام 2011 (وفقاً للمعهد الوطني للإحصاء الإسباني).
| 16.347 | 15.775 | 14.786 | 13.702 | 13.193 | 12.766 | 12.324 |